# Variété kählérienne
En mathématiques, une variété kählérienne ou variété de Kähler est une variété différentielle équipée d'une structure unitaire satisfaisant une condition d'intégrabilité. C'est en particulier une variété riemannienne, une variété symplectique et une variété complexe, ces trois structures étant mutuellement compatibles. Les variétés kählériennes sont un objet d'étude naturel en géométrie différentielle complexe.
Elles doivent leur nom au mathématicien Erich Kähler.

## Définition
Plusieurs définitions équivalentes existent. Cela est dû aux relations entre structures complexes, symplectiques et riemanniennes. Une manière de le comprendre est de constater que le groupe unitaire {\displaystyle U(n)} (qui joue le rôle de groupe de structure d'une variété kählérienne) est l'intersection d'un couple quelconque des trois groupes {\displaystyle GL_{n}(\mathbb {C} )}, {\displaystyle Sp(2n)} et {\displaystyle O(2n)}.
Donnons deux définitions équivalentes.
1. Une variété kählérienne est une variété hermitienne {\displaystyle M} (i.e. une variété complexe munie d'une métrique hermitienne {\displaystyle h}) telle que la {\displaystyle 2}-forme {\displaystyle \omega =-\mathrm {Im} h} soit fermée.
2. Une variété kählérienne est une variété riemannienne {\displaystyle (M,g)} munie d'une structure presque complexe {\displaystyle I} orthogonale (pour g) et constante covariante (pour la connexion de Levi-Civita).

La condition d'intégrabilité s'écrit dans le premier cas {\displaystyle d\omega =0}, dans le second cas {\displaystyle \nabla I=0}. Elle exprime géométriquement le fait que le transport parallèle soit linéaire complexe. On dit dans ce cas que {\displaystyle g} (ou parfois {\displaystyle h}) est une métrique kählérienne sur {\displaystyle M}. On vérifie que {\displaystyle \omega ^{n}} s'identifie à un facteur constant près à la forme
volume de g, ce qui montre que {\displaystyle \omega } est une forme symplectique. On l'appelle la forme de Kähler de la variété kählérienne {\displaystyle M}.
Le lien entre les structures hermitienne {\displaystyle h}, riemannienne {\displaystyle g} et symplectique {\displaystyle \omega } est apparent à travers la relation {\displaystyle h=g-i\omega }.

## Propriétés
Les variétés kählériennes sont des objets riches en géométrie différentielle. Il y a d'ailleurs des obstructions topologiques à l'existence d'une métrique kählérienne sur une variété complexe (contrairement à celle d'une métrique hermitienne par exemple). Il est par exemple facile de voir que la classe de cohomologie d'une forme de Kähler (appelée classe kählérienne) sur une variété compacte ne peut être nulle. L'ensemble des classes kählérienne est appelé cône kählérien.
Les variétés kählériennes sont entre autres le cadre naturel pour développer une théorie de Hodge complexe analogue à celle du cas réel.

## Exemples
1. L'espace euclidien complexe {\displaystyle \mathbb {C} ^{n}} muni de la métrique hermitienne standard (plate) est une variété kählérienne.
2. Un tore complexe compact {\displaystyle \mathbb {C} ^{n}/\Lambda } (où {\displaystyle \Lambda } est un réseau) hérite d'une métrique kählérienne plate par passage au quotient.
3. Toute métrique hermitienne sur une surface est kählérienne (la condition d'intégrabilité étant triviale).
4. L'espace projectif complexe {\displaystyle \mathbb {C} \mathrm {P} ^{n}} est une variété kählérienne pour la métrique de Fubini-Study.
5. La métrique induite sur une sous-variété complexe d'une variété kählérienne est encore une métrique kählérienne. En particulier toute variété de Stein (plongée dans un espace euclidien complexe) est kählérienne, ainsi que toute variété algébrique régulière (plongée dans un espace projectif complexe). Ce fait est fondamental pour leur théorie analytique.